# Charles Garnier
Charles Garnier (París, 6 de novembre de 1825 -id., 3 d'agost de 1898) va ser un arquitecte francès del segle  XIX .

## Biografia
Va cursar estudis a l' École Gratuite de Dessin fins a 1840, data en què va entrar a treballar en un atelier parisenc. També va treballar com a dibuixant per a l'arquitecte Viollet-le-Duc .
El 1842 va entrar a l' École de Beaux Arts de París, on el 1848 guanyaria el prestigiós Grand Prix de Roma . Després d'acabar els estudis d'arquitectura va viatjar per Itàlia, Grècia i Turquia. Després de tornar a París el 1854, va resultar guanyador en el concurs per realitzar el teatre de l' Òpera, edifici emblemàtic del Segon Imperi francès.
El 1884 es va traslladar a Bordighera (Itàlia), on es construiria una vila-estudi.
La seva arquitectura inicial, rica en decoració i colorit, va ser coneguda com a "estil Napoleó III", i ve a ser un estil neobarroc, grandiloqüent i molt ornamentat. Garnier va ser un dels grans arquitectes de l'eclecticisme, caracteritzat per la combinació en un mateix projecte de formes i recursos estètics que pertanyen a diferents èpoques i estils històrics.
Mentre es construïa l'edifici de l'Òpera, disposant d'uns dies lliures, els va aprofitar per fer del 3 al 31 de maig de 1868, juntament amb la dona Louise Garnier, els seus amics l'arquitecte Ambroise Baudry i el pintor Gustave Boulanger, un viatge per Espanya. Es van decidir a emprendre'l ja que a Espanya s'havien posat en ús importants trets de ferrocarril. Partint de París, per Hendaia van entrar a Espanya, van visitar Sant Sebastià, Vitòria, Burgos, Madrid, El Escorial, Toledo, Còrdova, Sevilla, Cadis, Màlaga, Granada, Jaén, Alacant, València, Tarragona i Barcelona, abandonant Espanya per la Jonquera . Hi va haver trets que, en no disposar de ferrocarril, els van recórrer en diligència, fins i tot un ho van fer amb vaixell. Curiós resultat d'aquest viatge va ser que, portant els arquitectes i el pintor cadascun el seu Quadern de viatge, van confeccionar un altre en comú en què aquests tres personatges realitzaven esbossos de paisatges, monuments i persones, tot això acompanyat per una descripció en vers de llocs, persones i anècdotes, en part molt jocosa, escrita per Garnier. Aquest quadern, amb el títol: Voyage a Espagne per Louise, Gustave Boulanger, Ambroise Baudry et Charles Garnier 1868, pertany a la Biblioteca Nacional de França, Òpera, Fons Garnier, document n.º 96.

## Obra rellevant
- Òpera de París (1861-1875)
- Cercle de la Librairie (1880), a París.
- Panorama Français (1882), a París.
- Observatori, a Niça.
- Casino (1882), a Vittel.
- Casino de Montecarlo (1878-1879).